# Антиабортный феминизм
Антиабортный феминизм — течение феминизма, сторонницы которого выступают против абортов. Феминистки, которые выступают против абортов, считают, что принципы, которые лежат в основе прав женщин, также призывают их выступать против абортов по соображениям права на жизнь, и что аборт больше вредит женщинам, чем приносит им пользу.
Современный антиабортный феминизм берёт своё начало в XIX веке. Само движение начало формироваться в начале — середине 1970-х годов с основания «Феминисток за жизнь» (ФЗЖ) в Соединённых Штатах Америки и «Женщин за жизнь» в Великобритании на фоне законодательных изменений в тех странах, которые разрешали аборты. ФЗЖ и Susan B. Anthony Pro-Life America являются наиболее известными феминистскими организациями, выступающими против абортов в США. К другим организациям, выступающим против абортов, относятся феминистки новой волны и феминистки за ненасильственный выбор.

## Взгляды и цели
Феминистки, которые выступают против абортов, рассматривают легальный вариант абортирования как «поддержку антиматеринских социальных установок и политики, а также ограничения внимания к правам женщин». Антиабортные феминистки утверждают, что аборт — это деяние, продиктованное обществом, а легальный аборт «увековечивает беззаботное общество, в котором доминируют мужчины».
Лори Оакс, доцент феминистических исследований Калифорнийского университета в Санта-Барбаре, пишет, что когда аборты являются законными, «женщины начинают рассматривать беременность и воспитание детей как препятствия для полноценного участия в образовании и работе» и описывает феминистский активизм против абортов в Ирландии как такой, который волнуется больше «за мать», чем за женщину. Оакс написала, что, хотя ирландские противники абортов увеличивают рождение детей и критически относятся к мысли, что женщины имеют «право на идентичность вне материнства», некоторые, такие как Бреда О’Брайен, основательница организации «Феминистки за жизнь Ирландии», также предлагают феминистские аргументы, что вклад женщин в общество не ограничивается такими функциями.
Феминистские организации, которые выступают против абортов, как правило, не разделяют взгляды на аборт как на юридическую проблему, моральную проблему и медицинскую процедуру. Такие различия выделяют многие женщины, например, те, которые не будут прерывать собственную беременность, но предпочитают, чтобы аборт оставался законным и доступным для других женщин. Феминистские организации против абортов стремятся персонализировать аборты, используя женщин, переживших прерывание беременности, чтобы попытаться убедить других в своих аргументах. Известные американски феминистские организации, выступающие против абортов, стремятся к запрету прерывания беременности в Соединённых Штатах. SBA List называет это своей «конечной целью», а президент ФЗЖ — Серрин Фостер — сказала, что организация «выступает против абортов во всех случаях, поскольку насилие является нарушением основных феминистских принципов».

## Связь с другими движениями
Антиабортные феминистки являются частью движений против абортов, а не феминистического движения как такового. В эпоху второй волны феминизма в конце 1960-х и 1970-х годов принципы новой группы феминисток, которые выступают против абортов, были отброшены мейнстримными феминистками, которые считали, что для полного участия в жизни общества «моральное и юридическое право женщины контролировать свою фертильность» должно быть фундаментальным принципом. С позиции меньшинства антиабортные феминистки заявили, что мейнстримные говорят не за всех женщин.
Не сумев завоевать уважаемую позицию среди большинства антиабортные феминистки присоединились к другим группам, выступающим против абортов и за право на жизнь. По словам Оакс, такое разделение подорвало феминистическое чувство идентичности, отдельное от других групп, выступающих против абортов, несмотря на аргументы в отношении прав женщин, отличающихся от аргументов касаемо прав плода, выдвинутых другими сторонниками абортов.

## Аргументы
Дебаты об абортах были в первую очередь сосредоточены на вопросе о том, является ли эмбрион личностью и должно ли убийство людей (в зависимости от стадии развития) когда-нибудь подпадать под понятие автономии человека. Феминистские организации, которые выступают против абортов, отличаются как «проженские» организации, в отличие от организаций по защите прав плода. Это отличает их от других групп, которые выступают против прерывания беременности.
«Проженский» аргумент определяет аборт как вредный для женщин. Антиабортные феминистки утверждают, что большинство женщин в действительности не хотят делать аборты, а скорее их вынуждают это делать третьи стороны, партнёры или врачи. Они также предполагают, что женщины были подготовлены и социализированы таким образом, чтобы поверить, что они не могут быть успешными, если они переживают непредвиденную беременность, и что общество продолжает отображать патриархальные стандарты, где мужчина — это «основной человека».
Антиабортные феминистки считают, что нежелательные аборты могут нанести физический и эмоциональный вред женщинам. Исследования Института Гутмахера показывают, что большинство женщин, которые делают аборты, делают их исходя из личных, финансовых, профессиональных и/или семейных целей, а не под давлением третьих сторон. Утверждая о существовании определённого психического состояния женщины после прерывания беременности, который не признаётся с медицинской точки зрения, феминистки, выступающие против абортов, переосмысляют антиабортное движение с точки зрения защиты гражданского здоровья женщин.

## Феминистки XIX века
Антиабортные феминистки заявляют, что они продолжают традицию активисток за права женщин XIX века, таких как Элизабер Кейди Стэнтон, Матильда Джослин Гейдж, Виктория Вудхалл, Элизабет Блэкуэлл и Элис Пол, которые считали аборт злом, навязанным женщинам мужчинами.
The Revolution, газета, которая издавалась Сьюзен Энтони и Стэнтон, содержала письма, эссе и редакционные статьи, в которых обсуждались многие вопросы дня, включая статьи, осуждающие «убийство детей» и «инфантицид» (убийство новорождённых). Спор о взглядах С. Энтони на аборты возник в 1989 году. Антиабортные феминистки в США начали использовать слова и образ Энтони для продвижения своей идеи против прерывания беременности. Исследователи американского феминизма XIX века, а также активисты за право на аборты выступили против того, что они считали кооптацией наследия Энтони как наиболее выдающейся суфражистки страны, заявив, что активистки против абортов ошибочно приписывают мнение Энтони, и что применение аргументов XIX века к современным дебатам касаемо прерывания беременности вводит в заблуждение.
По словам историков А. Кеннеди и К. Д. Мэри, Элис Пол считала, что аборт является «окончательной эксплуатацией женщин», и была огорчена тем, что младенцы женского пола будут абортированы. Кеннеди и Мэри также отмечают, что Элизабет Блэкуэлл, первая женщина-врач в Соединённых Штатах, стала врачом из-за своей страстной ненависти к абортам.
В качестве критики социологи Никола Бейзел и Тамара Кей писали, что белые англосаксонские протестанты (WASP) в США были озабочены тем, что продолжение абортов может поставить под угрозу их положение на вершине иерархии общества, особенно опасаясь роста числа ирландских католиков и афроамериканцев, и описывают Энтони и Стэнтон как часть этой реакционной расовой позиции. Выступая за «добровольное материнство» — право женщины контролировать беременность и брачные отношения через отказ от секса, пока женщины добровольно не захотят иметь детей — Стэнтон заявляла, что проблема абортов демонстрирует виктимизацию женщин мужчинами, которые принимают законы без согласия женщин. Вудхалл и её сестра, Теннесси Клафлин, утверждали, что клиники для абортов приостановят свою деятельность, если «добровольное материнство» получит широкое распространение.